# Orifizio vaginale
Nell'anatomia femminile l'orifizio vaginale unisce la vagina al vestibolo.